# 田島神社 (大阪市)
田島神社（たしまじんじゃ）は、大阪市生野区にある神社。

## 概要
洪水などによる記録の亡失から創建は不明であるが、石灯籠などの文字から、貞享元年（1684年）には神社が存在していたとされる。明治42年（1909年）、社号を天神社から田島神社に改めた。
境内には、田島村で生まれ、この地にメガネレンズ研磨技術を持ち帰り、大正時代には日本一の眼鏡生産地とされるまでに同地の眼鏡製造産業を発展させた石田太次郎の報徳碑や「レンズ発祥之地」碑が置かれ、毎年11月3日には太次郎の功を讃える感謝祭が催されている。